# Matinee Ltd. International - Canadian Open 1994
Die Matinee Ltd. International - Canadian Open 1994 waren ein Tennisturnier der WTA Tour 1994 für Damen in Montreal sowie ein Tennisturnier der ATP Tour 1994 für Herren in Toronto.

## Herren
→ Hauptartikel: Matinee Ltd. International - Canadian Open 1994/Herren

## Damen
→ Hauptartikel: Matinee Ltd. International - Canadian Open 1994/Damen